# Oomph!/Diskografie
Diese Diskografie ist eine Übersicht über die musikalischen Werke der deutschen Neue-Deutsche-Härte-Band Oomph! Den Quellenangaben und Schallplattenauszeichnungen zufolge hat sie bisher mehr als 600.000 Tonträger verkauft. Ihre erfolgreichste Veröffentlichung ist die Single Augen auf! mit über 300.000 verkauften Einheiten.

## Alben

### Studioalben
| Jahr | Titel Musiklabel Katalog-Nr.                                  | Höchstplatzierung, Gesamtwochen, AuszeichnungChartplatzierungen (Jahr, Titel, Musiklabel Katalog-Nr., Platzierungen, Wochen, Auszeichnungen, Anmerkungen) | Höchstplatzierung, Gesamtwochen, AuszeichnungChartplatzierungen (Jahr, Titel, Musiklabel Katalog-Nr., Platzierungen, Wochen, Auszeichnungen, Anmerkungen) | Höchstplatzierung, Gesamtwochen, AuszeichnungChartplatzierungen (Jahr, Titel, Musiklabel Katalog-Nr., Platzierungen, Wochen, Auszeichnungen, Anmerkungen) | Anmerkungen                                                |
| Jahr | Titel Musiklabel Katalog-Nr.                                  | DE | AT | CH | Anmerkungen                                                |
| ---- | ------------------------------------------------------------- | --- | --- | --- | ---------------------------------------------------------- |
| 1992 | Oomph! Machinery Records (Machinery) MA 8-1                   | — | — | — | Erstveröffentlichung: Januar 1992                          |
| 1994 | Sperm Dynamica (Machinery) DY 6-2                             | — | — | — | Erstveröffentlichung: 25. April 1994                       |
| 1995 | Defekt Dynamica (Machinery) DY 15-2                           | — | — | — | Erstveröffentlichung: 22. Mai 1995                         |
| 1996 | Wunschkind Dynamica (Machinery) DY 21-2                       | — | — | — | Erstveröffentlichung: 21. Oktober 1996                     |
| 1998 | Unrein Virgin Records (EMI) 7243 8 45463 2 8                  | DE37 (4 Wo.)DE | AT38 (2 Wo.)AT | — | Erstveröffentlichung: 27. Februar 1998                     |
| 1999 | Plastik Virgin Records (EMI) 848090 2                         | DE23 (4 Wo.)DE | — | — | Erstveröffentlichung: 8. Oktober 1999                      |
| 2001 | Ego Virgin Records (EMI) 7243 8 10637 2 9                     | DE21 (6 Wo.)DE | AT60 (1 Wo.)AT | — | Erstveröffentlichung: 6. Juli 2001                         |
| 2004 | Wahrheit oder Pflicht Supersonic (Sony) 82876589372           | DE2 Platin · (22 Wo.)DE | AT2 (17 Wo.)AT | CH7 (15 Wo.)CH | Erstveröffentlichung: 16. Februar 2004 Verkäufe: + 200.000 |
| 2006 | GlaubeLiebeTod GUN Records (Sony) 82876 80833 2               | DE5 Gold · (21 Wo.)DE | AT16 (9 Wo.)AT | CH23 (5 Wo.)CH | Erstveröffentlichung: 24. März 2006 Verkäufe: + 100.000    |
| 2008 | Monster GUN Records (Sony) 88697 283712                       | DE8 (9 Wo.)DE | AT19 (5 Wo.)AT | CH27 (4 Wo.)CH | Erstveröffentlichung: 22. August 2008                      |
| 2012 | Des Wahnsinns fette Beute Columbia Records (Sony) 88697636612 | DE15 (2 Wo.)DE | AT41 (1 Wo.)AT | CH71 (1 Wo.)CH | Erstveröffentlichung: 18. Mai 2012                         |
| 2015 | XXV Airforce1 (UMG) 06025 4739529                             | DE10 (3 Wo.)DE | AT42 (1 Wo.)AT | CH59 (1 Wo.)CH | Erstveröffentlichung: 31. Juli 2015                        |
| 2019 | Ritual Napalm Records (NPR) 840588118946                      | DE1 (8 Wo.)DE | AT12 (1 Wo.)AT | CH24 (3 Wo.)CH | Erstveröffentlichung: 18. Januar 2019                      |
| 2023 | Richter und Henker Napalm Records (NPR)                       | DE7 (1 Wo.)DE | AT57 (1 Wo.)AT | CH58 (1 Wo.)CH | Erstveröffentlichung: 8. September 2023                    |

### Kompilationen
| Jahr | Titel Musiklabel Katalog-Nr.                                                               | Höchstplatzierung, Gesamtwochen, AuszeichnungChartplatzierungen (Jahr, Titel, Musiklabel Katalog-Nr., Platzierungen, Wochen, Auszeichnungen, Anmerkungen) | Höchstplatzierung, Gesamtwochen, AuszeichnungChartplatzierungen (Jahr, Titel, Musiklabel Katalog-Nr., Platzierungen, Wochen, Auszeichnungen, Anmerkungen) | Höchstplatzierung, Gesamtwochen, AuszeichnungChartplatzierungen (Jahr, Titel, Musiklabel Katalog-Nr., Platzierungen, Wochen, Auszeichnungen, Anmerkungen) | Anmerkungen                                                                         |
| Jahr | Titel Musiklabel Katalog-Nr.                                                               | DE | AT | CH | Anmerkungen                                                                         |
| ---- | ------------------------------------------------------------------------------------------ | --- | --- | --- | ----------------------------------------------------------------------------------- |
| 1998 | 1991–1996 The Early Works Dynamica (Machinery) DY 25-2                                     | — | — | — | Erstveröffentlichung: 24. Juni 1998                                                 |
| 2006 | 1998–2001: Best of Virgin Years – Singles & Rarities Virgin Records (EMI) 0946 3 70448 2 7 | — | — | — | Erstveröffentlichung: 17. August 2006                                               |
| 2006 | Delikatessen GUN Records (Sony) 257                                                        | DE72 (3 Wo.)DE | AT59 (1 Wo.)AT | — | Erstveröffentlichung: 1. Dezember 2006                                              |
| 2010 | Truth or Dare Columbia Records (Sony) 88697461462                                          | — | — | — | Erstveröffentlichung: 26. Februar 2010 englisches Best-of-Album; Charterfolg in GRC |

### EPs
| Jahr | Titel Musiklabel Katalog-Nr.       | Anmerkungen                            |
| ---- | ---------------------------------- | -------------------------------------- |
| 1994 | 3 + 1 Dynamica (Machinery) DY 13-3 | Erstveröffentlichung: 24. Oktober 1994 |

## Singles
| Jahr | Titel Album                                       | Höchstplatzierung, Gesamtwochen, AuszeichnungChartplatzierungen (Jahr, Titel, Album, Platzierungen, Wochen, Auszeichnungen, Anmerkungen) | Höchstplatzierung, Gesamtwochen, AuszeichnungChartplatzierungen (Jahr, Titel, Album, Platzierungen, Wochen, Auszeichnungen, Anmerkungen) | Höchstplatzierung, Gesamtwochen, AuszeichnungChartplatzierungen (Jahr, Titel, Album, Platzierungen, Wochen, Auszeichnungen, Anmerkungen) | Anmerkungen                                                                   |
| Jahr | Titel Album                                       | DE | AT | CH | Anmerkungen                                                                   |
| ---- | ------------------------------------------------- | --- | --- | --- | ----------------------------------------------------------------------------- |
| 1991 | Ich bin Du Oomph!                                 | — | — | — | Erstveröffentlichung: 23. September 1991                                      |
| 1992 | Der neue Gott Oomph!                              | — | — | — | Erstveröffentlichung: 27. Januar 1992                                         |
| 1993 | Breathtaker Sperm                                 | — | — | — | Erstveröffentlichung: 22. März 1993                                           |
| 1994 | Sex Sperm                                         | — | — | — | Erstveröffentlichung: 7. März 1994                                            |
| 1995 | Ice-Coffin Defekt                                 | — | — | — | Erstveröffentlichung: 21. März 1995                                           |
| 1998 | Gekreuzigt Unrein                                 | DE81 (1 Wo.)DE | — | — | Erstveröffentlichung: 26. Januar 1998                                         |
| 1998 | Unsere Rettung Unrein                             | — | — | — | Erstveröffentlichung: 27. April 1998                                          |
| 1999 | Das weisse Licht Plastik                          | DE46 (7 Wo.)DE | — | — | Erstveröffentlichung: 30. August 1999                                         |
| 1999 | Fieber Plastik                                    | — | — | — | Erstveröffentlichung: 29. November 1999 feat. Nina Hagen                      |
| 2001 | Supernova Ego                                     | DE80 (3 Wo.)DE | — | — | Erstveröffentlichung: 14. Mai 2001                                            |
| 2001 | Niemand Ego (Reissue)                             | DE94 (1 Wo.)DE | — | — | Erstveröffentlichung: 3. September 2001                                       |
| 2004 | Augen auf! Wahrheit oder Pflicht                  | DE1 Gold · (22 Wo.)DE | AT1 Gold · (26 Wo.)AT | CH21 (18 Wo.)CH | Erstveröffentlichung: 12. Januar 2004 Verkäufe: + 300.000                     |
| 2004 | Brennende Liebe Wahrheit oder Pflicht             | DE6 (10 Wo.)DE | AT11 (14 Wo.)AT | CH35 (7 Wo.)CH | Erstveröffentlichung: 10. Mai 2004 feat. L’Âme Immortelle                     |
| 2004 | Sex hat keine Macht Wahrheit oder Pflicht         | DE31 (5 Wo.)DE | AT57 (2 Wo.)AT | — | Erstveröffentlichung: 20. September 2004                                      |
| 2006 | Gott ist ein Popstar GlaubeLiebeTod               | DE12 (11 Wo.)DE | AT14 (12 Wo.)AT | CH93 (3 Wo.)CH | Erstveröffentlichung: 24. Februar 2006                                        |
| 2006 | Das letzte Streichholz GlaubeLiebeTod             | DE27 (9 Wo.)DE | AT37 (5 Wo.)AT | — | Erstveröffentlichung: 12. Mai 2006                                            |
| 2006 | Die Schlinge GlaubeLiebeTod                       | DE51 (5 Wo.)DE | — | — | Erstveröffentlichung: 28. Juli 2006 feat. Apocalyptica                        |
| 2006 | Gekreuzigt 2006 / The Power of Love* Delikatessen | DE54 (9 Wo.)DE | — | — | Erstveröffentlichung: 17. November 2006 * Original: Frankie Goes to Hollywood |
| 2007 | Träumst du GlaubeLiebeTod                         | DE9 (9 Wo.)DE | AT48 (5 Wo.)AT | — | Erstveröffentlichung: 9. Februar 2007 feat. Marta Jandová                     |
| 2008 | Wach auf! Monster                                 | DE52 (4 Wo.)DE | — | — | Erstveröffentlichung: 4. Januar 2008                                          |
| 2008 | Labyrinth Monster                                 | DE26 (9 Wo.)DE | — | — | Erstveröffentlichung: 5. September 2008                                       |
| 2009 | Sandmann Monster (Deluxe Edition)                 | DE60 (4 Wo.)DE | — | — | Erstveröffentlichung: 20. Februar 2009                                        |
| 2012 | Zwei Schritte vor Des Wahnsinns fette Beute       | — | — | — | Erstveröffentlichung: 4. Mai 2012                                             |
| 2015 | Alles aus Liebe XXV                               | — | — | — | Erstveröffentlichung: 30. Juli 2015                                           |
| 2018 | Kein Liebeslied Ritual                            | — | — | — | Erstveröffentlichung: 30. November 2018                                       |
| 2019 | Tausend Mann und ein Befehl Ritual                | — | — | — | Erstveröffentlichung: 4. Januar 2019                                          |
| 2023 | Wem die Stunde schlägt Richter und Henker         | — | — | — | Erstveröffentlichung: 11. Juli 2023                                           |
| 2023 | Richter und Henker                                | — | — | — | Erstveröffentlichung: 11. August 2023                                         |
| 2023 | Nur ein Mensch Richter und Henker                 | — | — | — | Erstveröffentlichung: 5. September 2023                                       |

## Videoalben und Musikvideos

### Videoalben
| Jahr | Titel Musiklabel Katalog-Nr.              | Höchstplatzierung, Gesamtwochen, AuszeichnungChartplatzierungen (Jahr, Titel, Musiklabel Katalog-Nr., Platzierungen, Wochen, Auszeichnungen, Anmerkungen) | Höchstplatzierung, Gesamtwochen, AuszeichnungChartplatzierungen (Jahr, Titel, Musiklabel Katalog-Nr., Platzierungen, Wochen, Auszeichnungen, Anmerkungen) | Höchstplatzierung, Gesamtwochen, AuszeichnungChartplatzierungen (Jahr, Titel, Musiklabel Katalog-Nr., Platzierungen, Wochen, Auszeichnungen, Anmerkungen) | Anmerkungen                         |
| Jahr | Titel Musiklabel Katalog-Nr.              | DE | AT | CH | Anmerkungen                         |
| ---- | ----------------------------------------- | --- | --- | --- | ----------------------------------- |
| 2007 | Rohstoff GUN Records (Sony) 88697 09649 9 | DE40 (1 Wo.)DE | — | — | Erstveröffentlichung: 20. Juli 2007 |

### Musikvideos
| Jahr | Titel                                   | Regisseur(e)                                                      |
| ---- | --------------------------------------- | ----------------------------------------------------------------- |
| 1994 | Sex                                     |                                                                   |
| 1995 | Ice-Coffin                              |                                                                   |
| 1998 | Gekreuzigt                              | Manuel Werner (Singleversion) / Christopher Häring (Remixversion) |
| 1999 | Das weisse Licht                        | Wolf Gresenz                                                      |
| 1999 | Fieber                                  | Wolf Gresenz                                                      |
| 2001 | Supernova                               | Norman Hafezi                                                     |
| 2001 | Niemand                                 | Cerin Hong                                                        |
| 2004 | Augen auf! / Ready or Not (I’m Coming)  | Joern Heitmann                                                    |
| 2004 | Brennende Liebe                         | Joern Heitmann                                                    |
| 2004 | Sex hat keine Macht                     | Joern Heitmann                                                    |
| 2006 | Gott ist ein Popstar / God Is a Popstar | Joern Heitmann                                                    |
| 2006 | Das letzte Streichholz                  | Ken Duken                                                         |
| 2006 | Die Schlinge                            | Ken Duken                                                         |
| 2006 | Gekreuzigt 2006                         | Fabian Knecht                                                     |
| 2006 | The Power of Love                       | Fabian Knecht                                                     |
| 2007 | Träumst du                              | Oliver Sommer                                                     |
| 2008 | Wach auf!                               | Dominic Bünning, Sven Sindt                                       |
| 2008 | Labyrinth                               | Oliver Sommer                                                     |
| 2009 | Sandmann                                | Oliver Sommer                                                     |
| 2009 | Auf Kurs                                | Oliver Sommer                                                     |
| 2012 | Zwei Schritte vor                       | Martin Grau, Sören Schaller                                       |
| 2015 | Alles aus Liebe                         | Ben Fouassier, Dominik Galizia                                    |
| 2018 | Kein Liebeslied                         |                                                                   |
| 2019 | Tausend Mann und ein Befehl             |                                                                   |
| 2019 | Im Namen des Vaters                     |                                                                   |
| 2023 | Wem die Stunde schlägt                  | Mirko Witzki                                                      |
| 2023 | Richter und Henker                      | Mirko Witzki                                                      |

## Remixe
| Jahr | Titel Interpretation                            | Anmerkungen                              |
| ---- | ----------------------------------------------- | ---------------------------------------- |
| 1996 | Break Now (Animated by OOMPH!) La Floa Maldita  | Erstveröffentlichung: 21. August 1996    |
| 1996 | You Say I Will … (Wunschkind-Mix) Such a Surge  | Erstveröffentlichung: 23. Oktober 1996   |
| 1997 | Good God (Oomph! vs. Such a Surge Remix) Korn   | Erstveröffentlichung: 10. September 1997 |
| 1998 | Und … ich lauf (Oomph-Mischung) Witt            | Erstveröffentlichung: 2. Oktober 1998    |
| 1999 | Painful (Morphium Mix by Oomph!) Sin            | Erstveröffentlichung: 22. Februar 1999   |
| 2000 | Silver Surger (OOMPH! Remix) Such a Surge       | Erstveröffentlichung: 27. März 2000      |
| 2000 | Freedom (OOMPH! Remix) De/Vision                | Erstveröffentlichung: 15. Mai 2000       |
| 2000 | Here Comes the Pain (Oomph! Remix) Farmer Boys  | Erstveröffentlichung: 24. Juli 2000      |
| 2000 | Hulle (Oomph! Mix) Keilerkopf                   | Erstveröffentlichung: 2000               |
| 2000 | Keilerkopf 1 (OOMPH! Remix) Keilerkopf          | Erstveröffentlichung: 2000               |
| 2000 | Traumschloss (Oomph! Mix) Keilerkopf            | Erstveröffentlichung: 2000               |
| 2000 | Sheila (Oomph! Remix) Rauhfaser                 | Erstveröffentlichung: 7. August 2000     |
| 2001 | Monochrom (OOMPH! Remix) Herzer                 | Erstveröffentlichung: 15. Oktober 2001   |
| 2002 | Supergestört & Superversaut (OOMPH! Remix) Witt | Erstveröffentlichung: 14. Oktober 2002   |
| 2003 | Krieger (Supersoft-Mischung) And One            | Erstveröffentlichung: 11. August 2003    |
| 2009 | 007 Is Also Gonna Die (Oomph! Remix) Nephew     | Erstveröffentlichung: 13. April 2009     |

## Sonderveröffentlichungen

### Alben
| Jahr | Titel Musiklabel Katalog-Nr.                                          | Anmerkungen                                                                |
| ---- | --------------------------------------------------------------------- | -------------------------------------------------------------------------- |
| 1996 | Suck-Taste-Spit Dynamica (Machinery) DY 20-2                          | Erstveröffentlichung: 1996 Split-Album mit Cubanate & Think About Mutation |
| 1999 | Plastik EP Virgin Records (EMI) 000264                                | Erstveröffentlichung: 11. Oktober 1999 Vertrieb nur über Media Markt       |
| 2019 | Wahrheit oder Pflicht / GlaubeLiebeTod GUN Records (Sony) 19075938101 | Erstveröffentlichung: 5. April 2019                                        |

### Lieder
| Jahr | Titel Single                                                           | Anmerkungen                                              |
| ---- | ---------------------------------------------------------------------- | -------------------------------------------------------- |
| 1992 | Sick Song (Healthy Mix) Der neue Gott                                  | Erstveröffentlichung: 27. Januar 1992                    |
| 1992 | Jack Is Dead Der neue Gott                                             | Erstveröffentlichung: 27. Januar 1992                    |
| 1994 | U Said (Primary Mix) Breathtaker                                       | Erstveröffentlichung: 22. März 1993                      |
| 1995 | Asshole Ice-Coffin                                                     | Erstveröffentlichung: 21. März 1995                      |
| 1995 | A.L.I.V.E. Ice-Coffin                                                  | Erstveröffentlichung: 21. März 1995                      |
| 1998 | This Time Unsere Rettung                                               | Erstveröffentlichung: 27. April 1998                     |
| 1998 | Monolith Unsere Rettung                                                | Erstveröffentlichung: 27. April 1998                     |
| 2001 | Swallow (Unplugged In-Version) Niemand                                 | Erstveröffentlichung: 3. September 2001                  |
| 2004 | Eisbär Augen auf! (Limited Edition)                                    | Erstveröffentlichung: 12. Januar 2004 Original: Grauzone |
| 2004 | Eiszeit Brennende Liebe (Limited Edition)                              | Erstveröffentlichung: 10. Mai 2004 Original: Ideal       |
| 2004 | Kill Me Again Brennende Liebe (Limited Edition)                        | Erstveröffentlichung: 10. Mai 2004                       |
| 2004 | The World Is Yours Sex hat keine Macht (Limited Edition)               | Erstveröffentlichung: 20. September 2004                 |
| 2006 | Weißt du wie viel Sterne stehen Gott ist ein Popstar (Premium Edition) | Erstveröffentlichung: 24. Februar 2006                   |
| 2006 | Fragment Gott ist ein Popstar (Premium Edition)                        | Erstveröffentlichung: 24. Februar 2006                   |
| 2006 | Der Präsident ist tot Das letzte Streichholz (Premium Edition)         | Erstveröffentlichung: 12. Mai 2006 Original: Extrabreit  |
| 2006 | Die Hölle kann warten Das letzte Streichholz (Premium Edition)         | Erstveröffentlichung: 12. Mai 2006                       |
| 2006 | God Is a Popstar Die Schlinge (Premium Edition)                        | Erstveröffentlichung: 28. Juli 2006                      |
| 2006 | Polizisten Die Schlinge (Premium Edition)                              | Erstveröffentlichung: 28. Juli 2006 Original: Extrabreit |
| 2006 | Zauberstab Die Schlinge (Premium Edition)                              | Erstveröffentlichung: 28. Juli 2006 Original: ZaZa       |
| 2007 | Für immer Träumst du (Premium Edition)                                 | Erstveröffentlichung: 9. Februar 2007                    |
| 2008 | Unter deiner Haut Labyrinth (Premium Edition)                          | Erstveröffentlichung: 5. September 2008                  |
| 2008 | Ich will dich nie mehr sehn Labyrinth (Premium Edition)                | Erstveröffentlichung: 5. September 2008                  |
| 2009 | Du lügst Sandmann (Premium Edition)                                    | Erstveröffentlichung: 20. Februar 2009                   |

| Jahr | Titel Album              | Anmerkungen                                                      |
| ---- | ------------------------ | ---------------------------------------------------------------- |
| 2015 | So still mein Herz Aeria | Erstveröffentlichung: 13. Mäar 2015 Oonagh mit Santiano & Oomph! |

| Jahr | Titel Album                                             | Anmerkungen                                                           |
| ---- | ------------------------------------------------------- | --------------------------------------------------------------------- |
| 2009 | Ernten was wir säen A Tribute to Die Fantastischen Vier | Erstveröffentlichung: 7. August 2009 Original: Die Fantastischen Vier |

| Jahr | Titel Soundtrack zu             | Anmerkungen                          |
| ---- | ------------------------------- | ------------------------------------ |
| 2008 | Wach auf! Aliens vs. Predator 2 | Erstveröffentlichung: 4. Januar 2008 |

### Videoalben
| Jahr | Titel Musiklabel Katalog-Nr.                                                     | Anmerkungen                                                                                |
| ---- | -------------------------------------------------------------------------------- | ------------------------------------------------------------------------------------------ |
| 1994 | Sex Dynamica (Machinery)                                                         | Erstveröffentlichung: 1994 unzensiertes Musikvideo zu Sex auf Videokassette                |
| 1995 | Ice Coffin Dynamica (Machinery) DY 15-2                                          | Erstveröffentlichung: 1995 Musikvideos auf Videokassette                                   |
| 2006 | Best of Virgin Years (Limited Edition) Virgin Records (EMI) 0946 3 70449 2 6     | Erstveröffentlichung: 17. August 2006 CD+DVD; Verkäufe werden der Kompilation hinzuaddiert |
| 2008 | Monster (Limited Edition) Gun Records (Sony) 88697 360202                        | Erstveröffentlichung: 22. August 2008 CD+DVD; Verkäufe werden dem Studioalbum hinzuaddiert |
| 2012 | Des Wahnsinns fette Beute (Limited Edition) Columbia Records (Sony) 88725 405602 | Erstveröffentlichung: 18. Mai 2012 CD+DVD; Verkäufe werden dem Studioalbum hinzuaddiert    |

## Promoveröffentlichungen
| Jahr | Titel Musiklabel Katalog-Nr. | Anmerkungen                     |
| ---- | ---------------------------- | ------------------------------- |
| ???? | Rough Mixes Eigenvertrieb    | Erstveröffentlichung: unbekannt |

| Jahr | Titel Album                             | Anmerkungen                |
| ---- | --------------------------------------- | -------------------------- |
| 2008 | Beim ersten Mal tut’s immer weh Monster | Erstveröffentlichung: 2008 |
| 2009 | Auf Kurs Monster                        | Erstveröffentlichung: 2009 |

## Statistik

### Chartauswertung
Die folgende Aufstellung beinhaltet eine Übersicht über die Charterfolge von Oomph! in den Album-, Single- sowie den Musik-DVD-Charts. In Deutschland besteht die Besonderheit, dass Videoalben sich ebenfalls in den Albumcharts platzieren.
|                     | DE     | AT     | CH    |
| ------------------- | ------ | ------ | ----- |
| Nummer-eins-Alben   | DE1DE  | AT—AT  | CH—CH |
| Top-10-Alben        | DE6DE  | AT1AT  | CH—CH |
| Alben in den Charts | DE12DE | AT10AT | CH7CH |

|                       | DE     | AT    | CH    |
| --------------------- | ------ | ----- | ----- |
| Nummer-eins-Singles   | DE1DE  | AT1AT | CH—CH |
| Top-10-Singles        | DE3DE  | AT1AT | CH—CH |
| Singles in den Charts | DE15DE | AT6AT | CH3CH |

### Auszeichnungen für Musikverkäufe
Laut eigenen Aussagen und externen Quellen zufolge, bekam Oomph! in Deutschland eine Platin-Schallplatte für Augen auf!. Die folgende Statistik beinhaltet nur Auszeichnungen, die vom Bundesverband Musikindustrie bestätigt wurden und in deren Datenbank aufrufbar sind, dadurch sind die oben genannten Auszeichnungen hier nicht berücksichtigt worden.
Anmerkung: Auszeichnungen in Ländern aus den Charttabellen bzw. Chartboxen sind in ebendiesen zu finden.
| Land/RegionAuszeichnungen für Musikverkäufe (Land/Region, Auszeichnungen, Verkäufe, Quellen) | Gold     | Platin  | Verkäufe | Quellen           |
| -------------------------------------------------------------------------------------------- | -------- | ------- | -------- | ----------------- |
| Deutschland (BVMI)                                                                           | 2× Gold2 | Platin1 | 450.000  | musikindustrie.de |
| Österreich (IFPI)                                                                            | Gold1    | —       | 15.000   | ifpi.at           |
| Insgesamt                                                                                    | 3× Gold3 | Platin1 |          |                   |